# تمهيد الموارد
في إدارة المشروع ، يدرج تعريف تمهيد الموارد في الدليل المعرفي لإدارة المشروعات (دليل PMBOK) على أنه «أسلوب الاستغلال الأمثل للموارد والذي يستخدم فيه الفائض الحر والفائض الكلي بدون تأثير على المسار الحرج» للمشروع. تم إدخال تمهيد الموارد كتقنية لتحسين الموارد فقط منذ الإصدار السادس من دليل PMBOK (منذ عام 2017) ولم يكن موجودًا في إصداراته السابقة. يتم طرحه كتقنية بديلة ومميزة لتحسين الاستغلال الأمثل للموارد إلى جانب تقنية تسوية الموارد.
الفرق الرئيسي بين تسوية الموارد وتمهيد الموارد هو أنه في حين أن تسوية الموارد تستخدم الفائض المتاح، وبالتالي قد تؤثر على أحد المسارات الحرجة، فإن تمهيد الموارد يستخدم الفائض الحر والفائض الكلي بدون التأثير على أي من المسارات الحرجة. وبالتالي، بينما يمكن اعتبار تسوية الموارد قيدًا من أجل التكيف مع قيود معينة على توريد الموارد، مثلاً لتجنب الإفراط في تشغيل بعض الموارد البشرية، يمكن اعتبار تمهيد الموارد طريقة مفيدة لحل مشكلة قيود أكثر مرونة إذا كان الحد الأقصى لوقت تسليم المشروع هو القيد الأقوى. 
يمكن صياغة مشكلة تمهيد الموارد كمسألة استمثال رياضية مثلها مثل تقنية تسوية الموارد، ويمكن حل المسألة حاسوبياَ عن طريق خوارزميات الإستمثال المختلفة مثل الخوارزميات الدقيقة أو الأدلة العليا.